# أوميت أوزجان
أوميت أوزجان وأصله أُمَّةْ أوزجان (بالتركية: Ümmet Özcan)‏ (بالهولندية: Ummet Ozcan)؛ هو دي جي و منتج تركي هولندي من مواليد 16 أغسطس 1982 ،ٱحتل في التصنيف الصادر عن مجلة دي جي سنة 2016 و الخاص بتصنيف الدي جي حول العالم في المرتبة 19.

## أغانيه
| العنوان                                   | السنة | الترتيب | الترتيب | الترتيب                          | الترتيب | الشهائد         |
| العنوان                                   | السنة | NLD     | BEL     | الإتحاد الوطني للنشر الفونوغرافي | UK      | الشهائد         |
| ----------------------------------------- | ----- | ------- | ------- | -------------------------------- | ------- | --------------- |
| "The Code" (with دابليو & دابليو)         | 2013  | 94      | —       | —                                | —       |                 |
| "Revolution" (with ريهاب and نيرفو)       | 2013  | —       | 76      | 163                              | 37      |                 |
| "Raise Your Hands"                        | 2014  | —       | 47      | 96                               | —       |                 |
| "Smash!"                                  | 2014  | —       | 65      | —                                | —       |                 |
| "SuperWave"                               | 2014  | —       | 101     | —                                | —       |                 |
| "The Hum" (vs. ديميتري فيغاس و لايك مايك) | 2015  | —       | 1       | 60                               | —       | - BEA: Platinum |
| "Lose Control"                            | 2015  | —       | —       | —                                | —       |                 |
| "On The Run"                              | 2015  | —       | —       | —                                | —       |                 |
| "—" تعني أن الأغنية لم تدخل أي تصنيف.     |       |         |         |                                  |         |                 |

## روابط خارجية
- أوميت أوزجان على موقع IMDb (الإنجليزية)
- أوميت أوزجان على موقع ميوزك برينز (الإنجليزية)
- أوميت أوزجان على موقع أول ميوزيك (الإنجليزية)
- أوميت أوزجان على موقع ديسكوغز (الإنجليزية)